# Pseudosymmachia setifrons
Pseudosymmachia setifrons är en skalbaggsart som beskrevs av Moser 1915. Pseudosymmachia setifrons ingår i släktet Pseudosymmachia och familjen Melolonthidae. Inga underarter finns listade i Catalogue of Life.